# Loxogramme latifolia
Loxogramme latifolia là một loài dương xỉ trong họ Polypodiaceae. Loài này được Bonap. mô tả khoa học đầu tiên năm 1923.
Danh pháp khoa học của loài này chưa được làm sáng tỏ. 